# Elecciones municipales de 1991 en Cantabria
Las elecciones municipales de 1991 en Cantabria se celebraron el domingo 26 de mayo, de acuerdo con el Real Decreto de convocatoria de elecciones locales en España dispuesto el 1 de abril de 1991 y publicado en el Boletín Oficial del Estado el 2 de abril. Se eligieron los concejales de los 102 ayuntamientos de Cantabria, así como los alcaldes en el caso de los municipios con concejo abierto
Los concejales de los ayuntamientos son elegidos a través de un sistema proporcional (con reparto d'Hondt), con listas cerradas y un umbral electoral del 5 %. Los alcaldes de municipios en régimen de concejo abierto son elegidos mediante un sistema mayoritario.
Estas elecciones fueron celebradas de forma paralela con las elecciones a la Asamblea Regional de Cantabria de 1991.

## Demografía electoral
| Censo electoral | 534 690 | Municipios de Cantabria, la circunscripción electoral. |
| Votantes        | 410 936 | Municipios de Cantabria, la circunscripción electoral. |
| Participación   | 297 116 | Municipios de Cantabria, la circunscripción electoral. |
| Votos válidos   | 294 365 | Municipios de Cantabria, la circunscripción electoral. |
| Votos en blanco | 4879    | Municipios de Cantabria, la circunscripción electoral. |
| Votos nulos     | 2751    | Municipios de Cantabria, la circunscripción electoral. |
| Municipios      | 102     | Municipios de Cantabria, la circunscripción electoral. |

## Jornada electoral
La jornada electoral comenzó a las 8:00 de la mañana con la constitución de las 806 mesas electorales en sus sedes por parte de los presidentes de mesa, vocales y suplentes, la presentación de los interventores de los partidos políticos y la constatación de la presencia de todos los elementos necesarios para la votación. Tras levantarse el acta de constitución de mesa, a las 8:30 horas, los colegios electorales abrieron sus puertas a las 9:00 de la mañana para que los ciudadanos inscritos en ellos comenzaran a votar.

### Participación
A lo largo de la jornada se dieron a conocer los datos de participación en las elecciones en dos ocasiones, así como la participación final. La participación comenzó siendo algo superior a las pasadas elecciones. En el segundo avance, la tendencia se invirtió registrándose una menor participación. Al final de la jornada electoral, acabó descendiendo más de cuatro puntos y medio punto respecto a las anteriores elecciones.
|  | 38,41 % |

|  | 32,26 % |

|  | 57,55 % |

|  | 63,32 % |

|  | 72,30 % |

|  | 76,89 % |

## Resultados electorales
Las elecciones municipales de 1991 dieron la primera victoria al PSC-PSOE en unos comicios municipales. La división de la coalición de centro-derecha que asistió a anteriores elecciones perjudicó gravemente al PP. La UPCA de Juan Hormaechea Cazón obtuvo unos buenos resultados situándose como segunda fuerza política, relegando al PP al tercer puesto. Pese a ello, y gracias a los pactos posteriores con la UPCA, el PP conservó la alcaldía de Santander y consiguió la de Piélagos, en tanto que el PSC-PSOE retuvo el resto de las alcaldías de los principales municipios de Cantabria.
Este proceso electoral también supuso la confirmación del declive del centro político, representado por el CDS, que redujo casi un 60 % el número de votos obtenidos en toda la circunscripción electoral pasando de ser la cuarta fuerza política en 1987 a la sexta.

### Resultados globales
|  | 35,29 % |

|  | 24,35 % |

|  | 19,67 % |

|  | 6,44 % |

|  | 4,68 % |

|  | 3,62 % |

|  | 2,45 % |

|  | 99,07 % |

### Resultados en los principales municipios
A continuación aparecen las candidaturas con representantes electos en los municipios cántabros de mayor población, resaltando el alcalde electo, que suman un total de 357 092 habitantes y que suponen un 66,78 % del conjunto de habitantes de Cantabria (534 690 hab.).
| Municipio                      | Municipio                                                                         | Candidaturas (cabeza de lista)                                                    | Candidaturas (cabeza de lista)                                 | % Voto | Votos  | Variación votos | Concejales  | Variación concejales |
| ------------------------------ | --------------------------------------------------------------------------------- | --------------------------------------------------------------------------------- | -------------------------------------------------------------- | ------ | ------ | --------------- | ----------- | -------------------- |
|                                | Santander 27 concejales Población: 194 221 (1991) Censo electoral: 147 212        |                                                                                   | Partido Socialista de Cantabria (Juan José Sota Verdión)       | 32,12  | 28 808 | 2081            | 10          | Sin cambios          |
|                                | Santander 27 concejales Población: 194 221 (1991) Censo electoral: 147 212        | Unión para el Progreso de Cantabria (Juan Hormaechea Cazón)                       | 30,63                                                          | 27 472 | 27 472 | 10              | 10          |                      |
|                                | Santander 27 concejales Población: 194 221 (1991) Censo electoral: 147 212        | Partido Popular de Cantabria (Manuel Huerta Castillo)                             | 19,11                                                          | 17 141 | 24 837 | 6               | 7           |                      |
|                                | Santander 27 concejales Población: 194 221 (1991) Censo electoral: 147 212        | Izquierda Unida de Cantabria (Ezequiel Martínez Rosales)                          | 5,04                                                           | 4519   | 806    | 1               | 1           |                      |
|                                | Santander 27 concejales Población: 194 221 (1991) Censo electoral: 147 212        | Partido Regionalista de Cantabria (Rafael de la Sierra González)                  | 4,95                                                           | 4443   | 3178   | 0               | 2           |                      |
|                                | Santander 27 concejales Población: 194 221 (1991) Censo electoral: 147 212        | Centro Democrático y Social (Carlos Cortés Cortés)                                | 2,12                                                           | 1897   | 5990   | 0               | 2           |                      |
|                                | Santander 27 concejales Población: 194 221 (1991) Censo electoral: 147 212        | Agrupación Vecinal de Cantabria (Ramón Carrancio Gil)                             | 1,88                                                           | 1688   | 1688   | 0               | Sin cambios |                      |
|                                | Santander 27 concejales Población: 194 221 (1991) Censo electoral: 147 212        | Los Verdes Lista Ecologista Humanista (Rafael Prieto Gil)                         | 0,80                                                           | 720    | 351    | 0               | Sin cambios |                      |
|                                | Santander 27 concejales Población: 194 221 (1991) Censo electoral: 147 212        | Partido Comunista de los Pueblos de España (Miguel Ángel García Cuetos)           | 0,39                                                           | 348    | 348    | 0               | Sin cambios |                      |
|                                | Santander 27 concejales Población: 194 221 (1991) Censo electoral: 147 212        | Partido Nacionalista Cántabro (Andrés Ángel Díez Gutiérrez)                       | 0,33                                                           | 293    | 293    | 0               | Sin cambios |                      |
|                                |                                                                                   |                                                                                   |                                                                |        |        |                 |             |                      |
|                                | Torrelavega 25 concejales Población: 59 997 (1991) Censo electoral: 45 706        |                                                                                   | Partido Socialista de Cantabria (José Gutiérrez Portilla)      | 40,36  | 13 125 | 884             | 12          | 1                    |
|                                | Torrelavega 25 concejales Población: 59 997 (1991) Censo electoral: 45 706        | Partido Popular de Cantabria (Ricardo Manuel Bueno Fernández)                     | 16,88                                                          | 5491   | 1183   | 5               | Sin cambios |                      |
|                                | Torrelavega 25 concejales Población: 59 997 (1991) Censo electoral: 45 706        | Unión para el Progreso de Cantabria (Ignacio Goñi Méndez)                         | 13,66                                                          | 4441   | 4441   | 4               | 4           |                      |
|                                | Torrelavega 25 concejales Población: 59 997 (1991) Censo electoral: 45 706        | Izquierda Unida de Cantabria (Jesús García Díaz)                                  | 7,94                                                           | 2583   | 46     | 2               | Sin cambios |                      |
|                                | Torrelavega 25 concejales Población: 59 997 (1991) Censo electoral: 45 706        | Partido Regionalista de Cantabria (Francisco Javier López Marcano)                | 7,55                                                           | 2456   | 1249   | 2               | 1           |                      |
|                                | Torrelavega 25 concejales Población: 59 997 (1991) Censo electoral: 45 706        | Bloque Asambleario de Torrelavega (José María Gruber Gamechogoicoechea)           | 4,99                                                           | 1624   | 434    | 0               | 1           |                      |
|                                | Torrelavega 25 concejales Población: 59 997 (1991) Censo electoral: 45 706        | Centro Democrático y Social (Higinio Priede Gutiérrez)                            | 4,94                                                           | 1607   | 1985   | 0               | 3           |                      |
|                                | Torrelavega 25 concejales Población: 59 997 (1991) Censo electoral: 45 706        | Los Verdes Lista Ecologista Humanista (Ignacio Noguer Martínez)                   | 1,71                                                           | 555    | 371    | 0               | Sin cambios |                      |
|                                |                                                                                   |                                                                                   |                                                                |        |        |                 |             |                      |
|                                | Camargo 21 concejales Población: 20 176 (1991) Censo electoral: 15 187            |                                                                                   | Partido Socialista de Cantabria (Ángel Duque Herrera)          | 68,86  | 7743   | 1125            | 17          | 4                    |
|                                | Camargo 21 concejales Población: 20 176 (1991) Censo electoral: 15 187            | Partido Popular de Cantabria (José Antonio Arce Bezanilla)                        | 14,38                                                          | 1617   | 1393   | 3               | 1           |                      |
|                                | Camargo 21 concejales Población: 20 176 (1991) Censo electoral: 15 187            | Unión para el Progreso de Cantabria (Rafael Gómez García-Solinís)                 | 8,00                                                           | 899    | 899    | 1               | 1           |                      |
|                                | Camargo 21 concejales Población: 20 176 (1991) Censo electoral: 15 187            | Partido Regionalista de Cantabria (Eugenio Gómez Álvarez)                         | 2,32                                                           | 261    | 160    | 0               | Sin cambios |                      |
|                                | Camargo 21 concejales Población: 20 176 (1991) Censo electoral: 15 187            | Centro Democrático y Social (Enrique Gutiérrez Rivas)                             | 1,81                                                           | 203    | 184    | 0               | Sin cambios |                      |
|                                | Camargo 21 concejales Población: 20 176 (1991) Censo electoral: 15 187            | Izquierda Unida de Cantabria (Francisco García Cobián)                            | 1,60                                                           | 180    | 18     | 0               | Sin cambios |                      |
|                                | Camargo 21 concejales Población: 20 176 (1991) Censo electoral: 15 187            | Los Verdes (Genoveva Díaz Sañudo)                                                 | 1,49                                                           | 167    | 68     | 0               | Sin cambios |                      |
|                                | Camargo 21 concejales Población: 20 176 (1991) Censo electoral: 15 187            | Los Verdes Lista Ecologista Humanista (Carmen Blanco Peña)                        | 0,30                                                           | 34     | 23     | 0               | Sin cambios |                      |
|                                |                                                                                   |                                                                                   |                                                                |        |        |                 |             |                      |
|                                | Castro-Urdiales 17 concejales Población: 13 594 (1991) Censo electoral: 10 488    |                                                                                   | Partido Socialista de Cantabria (Rufino Díaz Helguera)         | 44,31  | 3536   | 907             | 8           | 2                    |
|                                | Castro-Urdiales 17 concejales Población: 13 594 (1991) Censo electoral: 10 488    | Unión para el Progreso de Cantabria (Manuel Gutiérrez Elorza)                     | 31,52                                                          | 2516   | 2516   | 6               | 6           |                      |
|                                | Castro-Urdiales 17 concejales Población: 13 594 (1991) Censo electoral: 10 488    | Partido Popular de Cantabria (Rafael Llorente Arnedo)                             | 13,24                                                          | 1065   | 2384   | 2               | 7           |                      |
|                                | Castro-Urdiales 17 concejales Población: 13 594 (1991) Censo electoral: 10 488    | Izquierda Unida de Cantabria (Joaquín Antuñano Helguera)                          | 5,53                                                           | 441    | 180    | 1               | 1           |                      |
|                                | Castro-Urdiales 17 concejales Población: 13 594 (1991) Censo electoral: 10 488    | Centro Democrático y Social (Félix Berastain Tueros)                              | 2,16                                                           | 172    | 209    | 0               | Sin cambios |                      |
|                                | Castro-Urdiales 17 concejales Población: 13 594 (1991) Censo electoral: 10 488    | Partido Regionalista de Cantabria (María Alodia Blanco Santamaría)                | 2,09                                                           | 167    | 167    | 0               | Sin cambios |                      |
|                                |                                                                                   |                                                                                   |                                                                |        |        |                 |             |                      |
|                                | Laredo 17 concejales Población: 13 493 (1991) Censo electoral: 10 408             |                                                                                   | Partido Socialista de Cantabria (Ángel Agüero Hoyo)            | 50,16  | 3734   | 352             | 10          | 1                    |
|                                | Laredo 17 concejales Población: 13 493 (1991) Censo electoral: 10 408             | Partido Popular de Cantabria (Fernando Portero Alonso)                            | 24,10                                                          | 1794   | 294    | 5               | 2           |                      |
|                                | Laredo 17 concejales Población: 13 493 (1991) Censo electoral: 10 408             | Partido Regionalista de Cantabria (Santos Fernández Revolvo)                      | 7,72                                                           | 575    | 64     | 1               | Sin cambios |                      |
|                                | Laredo 17 concejales Población: 13 493 (1991) Censo electoral: 10 408             | Izquierda Unida de Cantabria (Hilario González Fernández)                         | 6,50                                                           | 484    | 19     | 1               | Sin cambios |                      |
|                                | Laredo 17 concejales Población: 13 493 (1991) Censo electoral: 10 408             | Partido Comunista de los Pueblos de España (Felipe Revuelta González)             | 4,93                                                           | 367    | 367    | 0               | Sin cambios |                      |
|                                | Laredo 17 concejales Población: 13 493 (1991) Censo electoral: 10 408             | Centro Democrático y Social (Manuel Jesús Bustamante Cué)                         | 2,83                                                           | 211    | 307    | 0               | 1           |                      |
|                                | Laredo 17 concejales Población: 13 493 (1991) Censo electoral: 10 408             | Unión para el Progreso de Cantabria (María Yolanda Aranguren García)              | 2,73                                                           | 203    | 203    | 0               | Sin cambios |                      |
|                                |                                                                                   |                                                                                   |                                                                |        |        |                 |             |                      |
|                                | Reinosa 17 concejales Población: 12 847 (1991) Censo electoral: 10 047            |                                                                                   | Partido Socialista de Cantabria (Daniel Mediavilla de la Hera) | 39,91  | 2926   | 846             | 8           | 3                    |
|                                | Reinosa 17 concejales Población: 12 847 (1991) Censo electoral: 10 047            | Unión para el Progreso de Cantabria (Julián Francisco Fernández-Cotero Fernández) | 27,22                                                          | 1996   | 1996   | 5               | 5           |                      |
|                                | Reinosa 17 concejales Población: 12 847 (1991) Censo electoral: 10 047            | Partido Popular de Cantabria (José Domingo de la Peña Gómez)                      | 12,85                                                          | 942    | 2250   | 2               | 6           |                      |
|                                | Reinosa 17 concejales Población: 12 847 (1991) Censo electoral: 10 047            | Izquierda Unida de Cantabria (Alberto López Allendez)                             | 7,91                                                           | 580    | 480    | 1               | 1           |                      |
|                                | Reinosa 17 concejales Población: 12 847 (1991) Censo electoral: 10 047            | Centro Democrático y Social (Vicente González González)                           | 5,85                                                           | 429    | 10     | 1               | Sin cambios |                      |
|                                | Reinosa 17 concejales Población: 12 847 (1991) Censo electoral: 10 047            | Partido Regionalista de Cantabria (Dionisio Gómez Peña)                           | 2,37                                                           | 174    | 423    | 0               | 1           |                      |
|                                | Reinosa 17 concejales Población: 12 847 (1991) Censo electoral: 10 047            | Los Verdes (Enrique García Estébanez)                                             | 2,11                                                           | 155    | 155    | 0               | Sin cambios |                      |
|                                |                                                                                   |                                                                                   |                                                                |        |        |                 |             |                      |
|                                | El Astillero 17 concejales Población: 12 517 (1991) Censo electoral: 9465         |                                                                                   | Partido Socialista de Cantabria (Juan Antonio Maestro Ibáñez)  | 50,09  | 3495   | 700             | 10          | 3                    |
|                                | El Astillero 17 concejales Población: 12 517 (1991) Censo electoral: 9465         | Partido Popular de Cantabria (Juan Ignacio Diego Palacios)                        | 27,22                                                          | 1899   | 749    | 5               | 2           |                      |
|                                | El Astillero 17 concejales Población: 12 517 (1991) Censo electoral: 9465         | Unión para el Progreso de Cantabria (Julio Castelao Barros)                       | 7,55                                                           | 527    | 527    | 1               | 1           |                      |
|                                | El Astillero 17 concejales Población: 12 517 (1991) Censo electoral: 9465         | Partido Regionalista de Cantabria (Federico Luis Díaz Díaz)                       | 5,25                                                           | 366    | 18     | 1               | Sin cambios |                      |
|                                | El Astillero 17 concejales Población: 12 517 (1991) Censo electoral: 9465         | Izquierda Unida de Cantabria (José Antonio Bolado García)                         | 3,96                                                           | 276    | 27     | 0               | Sin cambios |                      |
|                                | El Astillero 17 concejales Población: 12 517 (1991) Censo electoral: 9465         | Centro Democrático y Social (Miguel Ángel Elguero Agudo)                          | 3,17                                                           | 221    | 1885   | 0               | 6           |                      |
|                                | El Astillero 17 concejales Población: 12 517 (1991) Censo electoral: 9465         | Partido Comunista de los Pueblos de España (Alfredo Ramos Gómez)                  | 0,86                                                           | 60     | 60     | 0               | Sin cambios |                      |
|                                |                                                                                   |                                                                                   |                                                                |        |        |                 |             |                      |
|                                | Santoña 17 concejales Población: 11 211 (1991) Censo electoral: 78347             |                                                                                   | Partido Socialista de Cantabria (Maximino Valle Garmendia)     | 39,82  | 2570   | 133             | 8           | Sin cambios          |
|                                | Santoña 17 concejales Población: 11 211 (1991) Censo electoral: 78347             | Unión para el Progreso de Cantabria (José Martín Solaeta Pérez)                   | 35,73                                                          | 2306   | 2306   | 7               | 7           |                      |
|                                | Santoña 17 concejales Población: 11 211 (1991) Censo electoral: 78347             | Partido Popular de Cantabria (Pedro Luis García Cobo)                             | 13,34                                                          | 861    | 1521   | 2               | 6           |                      |
|                                | Santoña 17 concejales Población: 11 211 (1991) Censo electoral: 78347             | Izquierda Unida de Cantabria (María Mercedes López Ruiz)                          | 4,34                                                           | 280    | 61     | 0               | Sin cambios |                      |
|                                | Santoña 17 concejales Población: 11 211 (1991) Censo electoral: 78347             | Falange Española de las JONS (Ángel Badiola Ortiz)                                | 3,69                                                           | 238    | 238    | 0               | Sin cambios |                      |
|                                | Santoña 17 concejales Población: 11 211 (1991) Censo electoral: 78347             | Partido Regionalista de Cantabria (Amador Abascal de Tomás)                       | 1,18                                                           | 76     | 427    | 0               | 1           |                      |
|                                | Santoña 17 concejales Población: 11 211 (1991) Censo electoral: 78347             | Centro Democrático y Social (Juan Emilio Sierra Ortiz)                            | 0,79                                                           | 51     | 239    | 0               | Sin cambios |                      |
|                                |                                                                                   |                                                                                   |                                                                |        |        |                 |             |                      |
|                                | Los Corrales de Buelna 13 concejales Población: 9817 (1991) Censo electoral: 7620 |                                                                                   | Partido Socialista de Cantabria (José Manuel López Gutiérrez)  | 44,92  | 2725   | 48              | 7           | Sin cambios          |
|                                | Los Corrales de Buelna 13 concejales Población: 9817 (1991) Censo electoral: 7620 | Partido Popular de Cantabria (Félix César Hinojal García)                         | 14,92                                                          | 905    | 118    | 2               | Sin cambios |                      |
|                                | Los Corrales de Buelna 13 concejales Población: 9817 (1991) Censo electoral: 7620 | Unión para el Progreso de Cantabria (Claudio Mendiguchía García del Rivero)       | 12,77                                                          | 775    | 775    | 2               | 2           |                      |
|                                | Los Corrales de Buelna 13 concejales Población: 9817 (1991) Censo electoral: 7620 | Partido Regionalista de Cantabria (Vicente Rodríguez Pérez Rasilla)               | 11,09                                                          | 673    | 499    | 1               | 1           |                      |
|                                | Los Corrales de Buelna 13 concejales Población: 9817 (1991) Censo electoral: 7620 | Falange Española de las JONS (Ramón García de los Salmones Salas)                 | 6,54                                                           | 397    | 581    | 1               | 1           |                      |
|                                | Los Corrales de Buelna 13 concejales Población: 9817 (1991) Censo electoral: 7620 | Centro Democrático y Social (Trinidad Requejo García)                             | 5,22                                                           | 317    | 346    | 0               | 1           |                      |
|                                | Los Corrales de Buelna 13 concejales Población: 9817 (1991) Censo electoral: 7620 | Izquierda Unida de Cantabria (Reinaldo Díaz Lobeto)                               | 3,48                                                           | 211    | 519    | 0               | 1           |                      |
|                                |                                                                                   |                                                                                   |                                                                |        |        |                 |             |                      |
|                                | Piélagos 13 concejales Población: 9219 (1991) Censo electoral: 7251               |                                                                                   | Partido Socialista de Cantabria (Antonio Rubén Arce Vela)      | 36,98  | 2103   | 5               | 6           | Sin cambios          |
|                                | Piélagos 13 concejales Población: 9219 (1991) Censo electoral: 7251               | Partido Popular de Cantabria (José Ángel Pacheco Bárcena)                         | 34,32                                                          | 1952   | 369    | 5               | Sin cambios |                      |
|                                | Piélagos 13 concejales Población: 9219 (1991) Censo electoral: 7251               | Unión para el Progreso de Cantabria (Pedro Ignacio Argüello Fernández)            | 16,99                                                          | 966    | 966    | 2               | 2           |                      |
|                                | Piélagos 13 concejales Población: 9219 (1991) Censo electoral: 7251               | Izquierda Unida de Cantabria (Jesús Villar Calderón)                              | 3,48                                                           | 240    | 26     | 0               | Sin cambios |                      |
|                                | Piélagos 13 concejales Población: 9219 (1991) Censo electoral: 7251               | Centro Democrático y Social (Francisco Antonio Martínez Villegas)                 | 3,27                                                           | 186    | 368    | 0               | 1           |                      |
|                                | Piélagos 13 concejales Población: 9219 (1991) Censo electoral: 7251               | Partido Regionalista de Cantabria (Abilio Calderón Alonso)                        | 2,83                                                           | 161    | 144    | 0               | Sin cambios |                      |
| Fuente: Ministerio de Interior |                                                                                   |                                                                                   |                                                                |        |        |                 |             |                      |